# Villa Giordano Duchaliot
Villa Giordano Duchaliot, nota come villa Giordano al Vomero, è una villa di Napoli, sita nel collinare quartiere Vomero.

## Storia
La villa è situata vicino alla più celebre villa Carafa di Belvedere ed è raggiungibile da un lungo viale che parte da via Belvedere. L'edificio è costituito originariamente da due corpi, uno con ingresso del Vomero e l'altro che incorpora il complesso della chiesa preesistente dedicata a san Francesco di Paola, raggiungibile dal tracciato che oggi è chiamato Calata San Francesco.
La prima famiglia proprietaria della villa fu la famiglia Vandeneynden, proprietaria fino al 1730, anno in cui passò ai Carafa, principi di Belvedere. Questo passaggio di proprietà è già segnalato nella pianta del duca di Noja del 1775.
Dopo il terremoto del 1732 la chiesa subì numerosi danni e nel 1809 venne soppresso il convento. 
Il complesso fu acquistato e venne trasformato in una villa signorile dai Duchaliot, una facoltosa famiglia belga impegnata nel commercio della seta. Nel 1878 l'ingegnere arpinese Filippo Giordano (1834-1897) la prelevò dai baroni Compagna. Alla sua morte la donò per via testamentaria alla Congregazione della Carità di Arpino. Nel corso del XX secolo divenne inesorabilmente un condominio privato.

## Stato di conservazione attuale
La facciata che si vede dal viale è particolarmente degradata. Il viale fino agli inizi degli anni 2000 era ricco di alberi, abbattuti per fare posto ai parcheggi dei condomini. Tutto il viale è stato trasformato dalla costruzione di residenze, tra cui il Palazzo Gentile, del 1953, visibile sulla destra dell'ingresso al viale.
L'area libera del viale è oggi incolta e in stato di abbandono.
La chiesa è ancora esistente, ma è stata chiusa al culto ed è oggi privata. Infine, nonostante il grave declino subito dalla villa, gli appartamenti posseggono ancora alcune sale affrescate.